# Balša III
Balša Stracimirović (nom de famille parfois écrit Balšić ou Đurđević ) ou Balša III (1387-28 avril 1421, Belgrade) fut le cinquième et dernier souverain de Zeta appartenant à la famille noble Balšić. Il gouverna d'avril 1403 à avril 1421. Il était le fils de Đurađ II Balšić et Jelena Lazarević.

## Règne

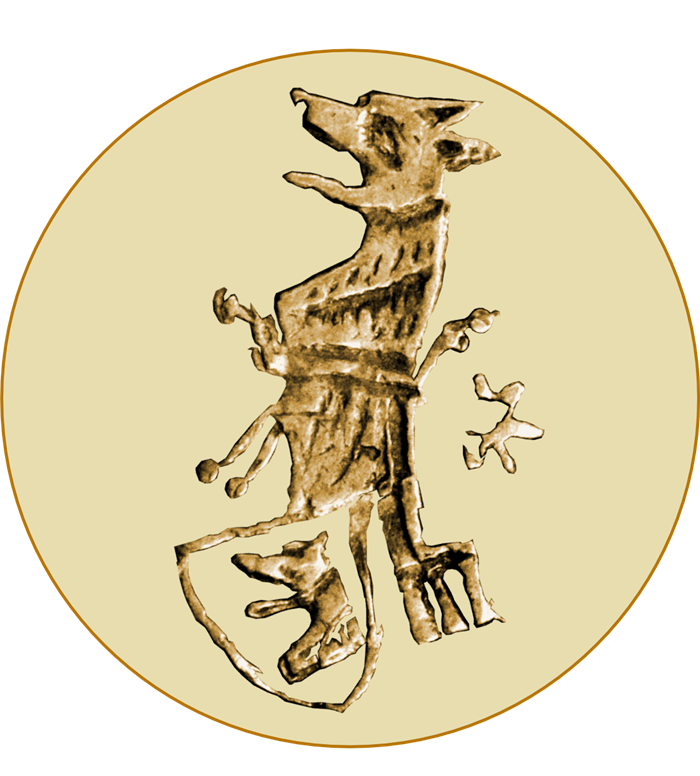
Armoiries de la famille Balša sur une pièce de monnaie

Balša, alors âgé de dix-sept ans en avril 1403, devint le dirigeant de l'État de Zeta à la suite de la mort de son père Đurađ II. Ce dernier mourut suite à des blessures reçues lors de la bataille de Tripolje. Jeune et inexpérimenté, son principal conseiller fut alors sa mère, Jelena, sœur du souverain de la Serbie, Stefan Lazarević. Sous l'influence de sa mère, Balša modifia la religion d'État : il fit adopter une loi déclarant le christianisme orthodoxe comme religion officielle de l'État. Le catholicisme devint une confession tolérée.
Balša mena une guerre de 10 ans contre Venise, la Première guerre de Scutari. En 1405, les villes d'Ulcinj, Bar et Budva sont prises par les Vénitiens. Balša devint alors un vassal des Turcs ottomans. En 1409, Venise acheta des droits sur la Dalmatie au roi Ladislas de Naples et commença à combattre pour contrôler les villes dalmates. Après une longue lutte, Balša prit Bar aux Vénitiens en 1412. Venise n'eut d'autre choix que d'accepter de restituer les territoires dont elle s'était précédemment emparés. En 1413, Balša construisit une église dédiée à saint Nicolas dans le monastère de Praskvica. Selon un chapitre publié par Balša en 1417, il était probablement un ktitor du monastère de Moračnik.

Territoires de Venise et Balša III.

Balša mena une nouvelle guerre contre Venise, en lien avec la guerre avec les Hongrois et les Turcs. En 1418, il prit Shkodër aux Vénitiens, mais perdit Budva et Luštica avec ses salines. L'année suivante, il tenta sans succès de reprendre Budva. Il se rendit à Belgrade pour demander l'aide de Stefan Lazarević, mais ne revint jamais à Zeta. En 1421, avant sa mort et sous l'influence de sa mère, il confia Zeta à son oncle, le despote Stefan Lazarević.

## Mariage, descendance et mort
En 1407, Balša III épousa Mara, fille de Niketa Thopia. Plus tard, Balša III épousa Bolja, fille de Koja Zaharia, en 1412 ou au début de 1413. Ils eurent deux filles, Jelena (du nom de la mère de Balša) et Teodora.
Jelena épousa Stjepan Vukčić Kosača. Elle fut la mère de la reine Catherine de Bosnie et de Vladislav Hercegović. En 1415, le fils unique de Balša et le seul descendant masculin de la famille Balša mourut.